# Melissa Herrera
Melissa Herrera, née le 10 octobre 1996 à Pérez Zeledón, est une footballeuse internationale costaricienne évoluant au poste d'attaquante à l'Olympique de Marseille.

## Biographie

### Carrière en club
Melissa Herrera commence sa carrière en jouant au AD Moravia dans son pays natal. Elle part ensuite aux États-Unis en 2016 pour jouer au FC Indiana en United Women's Soccer. De 2017 à 2018, elle évolue en Colombie, à l'Independiente Santa Fe et remporte le championnat de Colombie.
En juillet 2018, elle signe en France au Stade de Reims en D2 et participe à la montée du club en première division. Lors de sa deuxième saison en D1, elle marque huit buts en seize apparitions et remporte à deux reprises le trophée de meilleure joueuse du mois. En juin 2021, elle signe aux Girondins de Bordeaux.
En 2023, elle retourne en Amérique latine et rejoint les Xolos de Tijuana en Liga MX.
Le 28 juillet 2025, libre de tout contrat, elle rejoint l'Olympique de Marseille.

### Carrière internationale
Après avoir fait partie de la sélection U20 du Costa Rica en 2013, Melissa Herrera intègre la sélection nationale costaricienne et joue les trois matchs du Costa Rica lors de la Coupe du monde 2015.
Lors de la coupe du monde 2023, elle marque le seul but du Costa Rica lors de la défaite 3-1 face à la Zambie.

## Palmarès

### En club
Santa Fe
- Championnat de Colombie (1)
  - Vainqueur en 2017

 Stade de Reims
- Championnat de France D2 (1)
  - Vainqueur en 2018-2019

### En sélection
Costa Rica
- Jeux d'Amérique centrale (en) (2)
  - Vainqueur en 2013 et 2017

## Statistiques
| Saison                | Club                  | Championnat           | Championnat | Championnat | Coupe(s) nationale(s) | Coupe(s) nationale(s) | Total | Total |
| Saison                | Club                  | Division              | M.          | B.          | M.                    | B.                    | M.    | B.    |
| 2018-2019             | Stade de Reims        | Division 2            | 18          | 8           | 2                     | 1                     | 20    | 9     |
| 2019-2020             | Stade de Reims        | Division 1            | 13          | 2           | 2                     | 0                     | 15    | 2     |
| 2020-2021             | Stade de Reims        | Division 1            | 16          | 8           | 1                     | 0                     | 17    | 8     |
| Total sur la carrière | Total sur la carrière | Total sur la carrière | 47          | 18          | 5                     | 1                     | 52    | 19    |